# Will Harridge
William Harridge (Chicago, 16 ottobre 1883 – Evanston, 9 aprile 1971) è stato un dirigente sportivo statunitense, in particolare come presidente dell'American League di baseball. È entrato nella National Baseball Hall of Fame nel 1972.

## Biografia
Will Harridge nacque a Chicago, Illinois, lavorando nella biglietteria di una stazione ferroviaria prima di essere assunto nel 1911 come segretario personale di Ban Johnson, presidente dell'American League di baseball. Nel 1927, Harridge divenne il segretario della lega e presidente nel 1931, un ruolo conservato fino al pensionamento nel 1958, dopo di che fu nominato presidente emerito. Quando l'ufficio della lega venne trasferito a Boston, a Harridge fu concesso di rimanere col suo ufficio a Chicago come custode degli archivi dell'American League.
Harridge affrontò delle critiche quando permise ad Arnold Johnson, un socio d'affari dei proprietari dei New York Yankees Dan Topping e Del Webb, di acquistare i Philadelphia Athletics e trasferirli a Kansas City piuttosto che permettere ad affaristi locali di prendersene carico e mantenerli a Filadelfia. Fu poi criticato da alcuni per chiudere un occhio nelle intromissioni degli Yankees nei confronti di Johnson e degli A's.

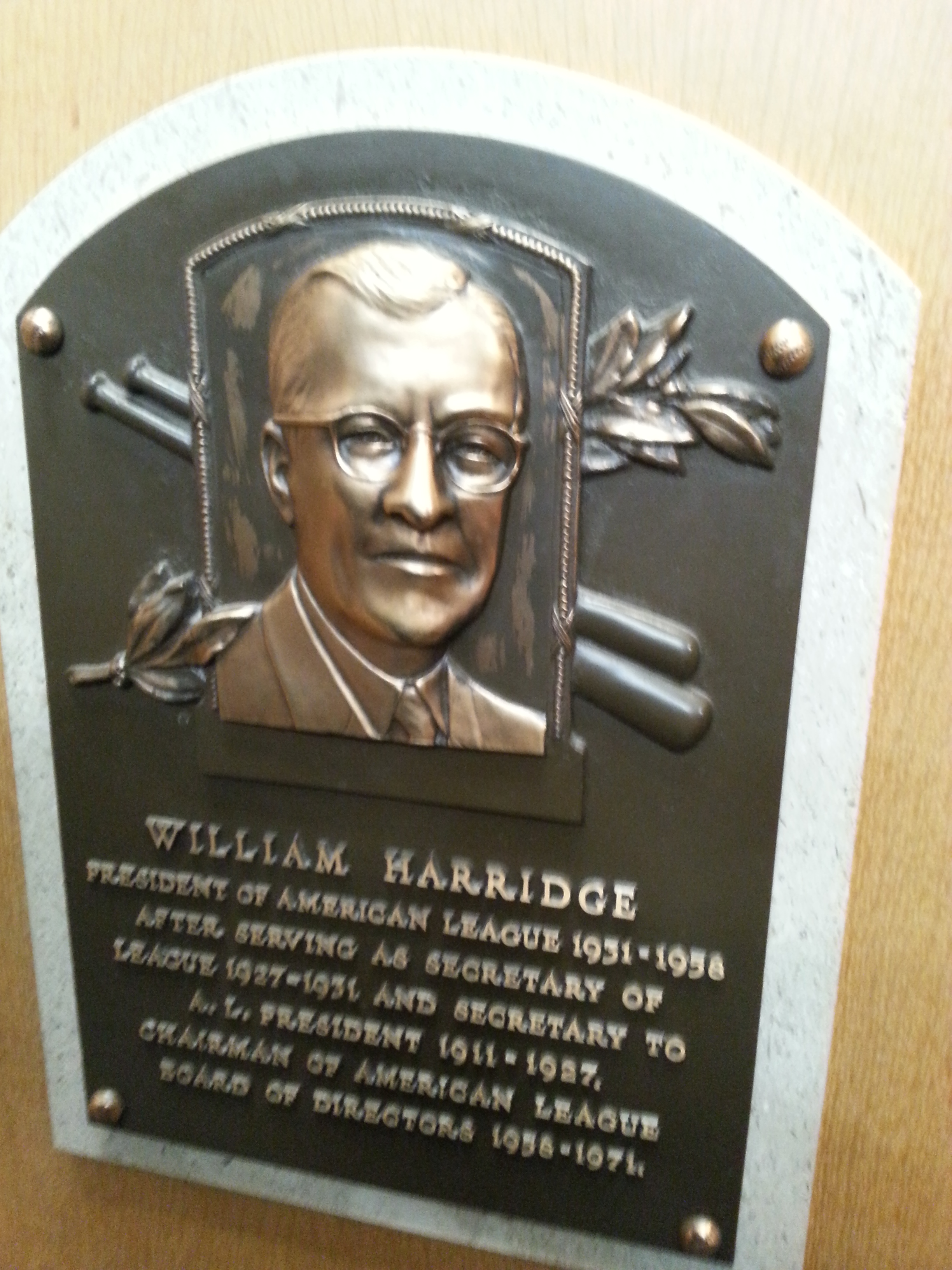
La placca di Harridge alla National Baseball Hall of Fame and Museum

La decisione più difficile di Harrison nel baseball è spesso riferita a un incidente del 1932. Durante una gara tra New York Yankees e Washington Senators, avvenne uno scontro sul piatto della casa base tra l'esterno dei Senators Carl Reynolds e il ricevitore degli Yankees catcher Bill Dickey. Dickey si fece sfuggire la palla ma inseguì Reynolds colpendolo con un pugno e fratturandogli la mandibola. Anche se Dickey era una stella della franchigia più influente del baseball, Harridge lo multò di mille dollari e lo sospese per trenta giorni.
Harridge è anche una noto per una decisione presa nel 1951 quando il nano Eddie Gaedel firmò un contratto con i St. Louis Browns di Bill Veeck. Gaedel fece registrare una sola apparizione nell'agosto di quell'anno, guadagnando una base ball in quattro turni in battuta consecutivi. Harridge decise che Veeck si stava prendendo gioco del baseball e invalidò il contratto di Gaedel il giorno successivo.

## Eredità
Il trofeo della American League Championship Series  è nominato "William Harridge Trophy" in onore di Harridge.